# DF-15
DF-15 (còn được gọi là Đông Phong 15, Dong-Feng 15, M-9, CSS-6) là một loại tên lửa đạn đạo tầm ngắn (SRBM) do Trung Quốc phát triển và chế tạo. Vào năm 2008, Bộ Quốc phòng Mỹ ước tính Trung Quốc có khoảng 315–355 tên lửa DF-15 và 90–110 xe phóng.

## Phát triển
Việc phát triển DF-15 bắt đầu vào năm 1985, đến năm 1987, quân đội Trung Quốc chấp thuận phê duyệt bản thiết kế đề xuất. Từ cuối thập niên 1980 đến giữa thập niên 1990, DF-15 đã được tiến hành thử nghiệm ở sa mạc Gobi, và được trình làng lần đầu tiên trước công chúng tại Triển lãm Quốc phòng Bắc Kinh năm 1986.
Năm 1989, Libya đồng ý tài trợ cho Syria mua DF-15 từ Trung Quốc. Tuy nhiên, thương vụ mua bán đã bị hủy bỏ do áp lực từ Mỹ vào năm 1991.

## Thiết kế
DF-15 là tên lửa một tầng, sử dụng nhiên liệu rắn, phóng theo phương thẳng đứng từ xe mang phóng tự hành tám bánh lốp (TEL). Quỹ đạo của tên lửa được dẫn hướng bằng các động cơ đẩy nhỏ và hệ thống dẫn đường quán tính trên đầu đạn. Kích thước đầu đạn chỉ bằng một phần mười kích thước phần thân tên lửa. Vận tốc ở pha cuối của tên lửa là trên Mach 6. DF-15 có thể đạt tầm bắn lên đến 600 km (370 dặm) khi mang theo tải trọng 500–750 kg (1.100–1.650 lb), với sai số tối đa 300 m.
DF-15A là một biến thể sử dụng các cánh điều khiển ở phía sau tên lửa và trên phương tiện tái thâm nhập khí quyển gắn kèm theo tên lửa, cập nhật định vị GPS và dẫn đường bằng radar ở giai đoạn cuối. Nó có thể mang theo tải trọng 600 kg (1.300 lb), tầm bắn 900 km (560 dặm) với sai số giảm xuống chỉ còn 30–45 m. DF-15B là phiên bản nâng cấp sâu hơn, trang bị thêm đầu dò radar chủ động, thiết bị đo khoảng cách bằng laser và phương tiện tái thâm nhập cơ động. Nó có tầm bắn trong khoảng 50–800 km (31–497 dặm) với sai số 5–10 m.
DF-15C là biến thể phá boong ke, trang bị đầu đạn có khả năng xuyên phá sâu, tầm bắn 700 km (430 dặm) và sai số 15–20 m. Ban đầu nó được thiết kế để phá hủy Trung tâm Chỉ huy Quân sự Hành Sơn ở thủ đô Đài Bắc của Đài Loan, nơi này được xây dựng để chịu được một vụ nổ hạt nhân 20 kiloton, hoặc một vụ nổ bom thông thường 2 kiloton hoặc tấn công xung điện từ; và một mục tiêu khác mà DF-15C nhắm đến là Căn cứ Không quân Gia Sơn. Trong trường hợp xảy ra chiến tranh, việc phá hủy trung tâm chỉ huy chính của Đài Loan sẽ gây khó khăn cho việc phối hợp phòng thủ. Tầm bắn của DF-15C cũng có thể vươn tới những địa điểm xa xôi như Kyushu ở Nhật Bản, các căn cứ quân sự Mỹ ở Okinawa, và thủ đô New Delhi của Ấn Độ.